# João Sobrinho Teixeira
João Alberto Sobrinho Teixeira (Mirandela, 21 de dezembro de 1961) é um engenheiro e político português, Secretário de Estado da Ciência, Tecnologia e Ensino Superior no XXI Governo Constitucional de Portugal e no XXII Governo Constitucional de Portugal.

## Biografia
Licenciado em Engenharia Química pela Faculdade de Engenharia da Universidade do Porto em 1985 e doutorado em Engenharia Química e na área da Mecânica de Fluidos em 1998 pelas mesmas Faculdade e Universidade.
Pertenceu aos quadros do Complexo Agroindustrial do Cachão, onde desempenhou funções de engenheiro de produção e, posteriormente, de direção do planeamento e controlo da produção.
É Professor Coordenador desde 2001 e de 1999 a 2005 foi Vice-Presidente do Instituto Politécnico de Bragança.
Orientou e arguiu teses de Doutoramento e Mestrado na área de Transferência de Massa e Oxigenação de Águas.
De entre as várias publicações científicas apresentadas salienta-se a produção de um capítulo para a Encyclopedia of Fluid Mechanics da editora Gulf Publishers, EUA, sob o título «Axial Mixing in Gas-liquid Flow».
De 2006 a Julho de 2018 exerce as funções de Presidente do mesmo Instituto Politécnico de Bragança.
De 2009 a 2013 assumiu, também, as funções de Presidente do Conselho Coordenador dos Institutos Superiores Politécnicos – CCISP (órgão de coordenação dos 15 institutos politécnicos portugueses).
De Fevereiro de 2009 a Outubro de 2018 foi membro da Comissão Nacional de Acesso ao Ensino Superior (CNAES).
De 2011 a 2014 integrou a direção da European Network for Universities of Applied Sciences.
De 2014 a julho de 2018 integrou a direção da AULP (Associação das Universidades de Língua Portuguesa). Em 2018 integrou o U-Multirank Advisory Board.
É deputado à Assembleia da República, eleito pelo PS no círculo de Bragança, na XV legislatura.
Foram-lhe atribuídas as seguintes distinções: 
- Medalha de Honra da Opole University of Technology (Polónia), 2012
- Medalha de Mérito pela Câmara Municipal de Bragança, 2013
- Medalha de Ouro do CCISP, 2013
- Medalha de Ouro de Mirandela, 2016
- o título de Professor Honoris Causa pela Universidade Tecnológica Federal do Paraná (UTFPR), 2018
- Medalha de Mérito Científico do MCTES, 2018